# Zbigniew Olczyk
Zbigniew Olczyk (stracony 23 kwietnia 1940 roku w Palmirach) – inżynier mechanik.
Aresztowany i osadzony na Pawiaku w ramach niemieckiej operacji terrorystyczno-odwetowej.